# Walter Andreas Schwarz
Walter Andreas Schwarz (Aschersleben, 1913. június 2. – Heidelberg, 1992. április 1.) német énekes.  Ő képviselte Németországot az 1956-os Eurovíziós Dalfesztiválon, Luganóban, a Im Wartesaal zum großen Glück című dallal, Freddy Quinn-nel együtt. Mivel a verseny eredménytáblázat a mai napig nem hozták nyilvánosságra, nem tudni hogy az énekes és dala hányadik helyezést érte el. (bár egyes hiedelmek szerint második helyezést ért el.)
Schwarz ezenkívül még színészként, humoristaként és rádiós személyiségként is tevékenykedett.

## Művei

### Novellák
- Die Frucht der Ungesetzlichkeit (1982)
- Der Bürger Karl Marx aus Trier (1983)

### Hangjátékok
- Der Untertan (1965)
- Anna Karenina (1967)
- Don Quijote (1964)
- Jud Süß (1986)
- The Hitchhiker's Guide to the Galaxy (1990–1991)

## Fordítás
- Ez a szócikk részben vagy egészben  a   Walter Andreas Schwarz című német Wikipédia-szócikk ezen változatának fordításán alapul.  Az eredeti cikk szerkesztőit annak laptörténete sorolja fel. Ez a jelzés csupán a megfogalmazás eredetét és a szerzői jogokat jelzi, nem szolgál a cikkben szereplő információk forrásmegjelöléseként.